# Mo Collins
Maureen Ann Collins (Minneapolis, 7 juli 1965), beter bekend als Mo Collins, is een Amerikaans actrice. Ze speelde in diverse films en televisieseries, waaronder The 40 Year Old Virgin, Mad TV en Fear the Walking Dead.

## Filmografie

### Film
- 1996: Jingle All the Way, als moeder aan de telefoon
- 2003: Detective Fiction, als Jennifer Hannan
- 2004: Jiminy Glick in Lalawood, als Sharon
- 2005: The 40 Year Old Virgin, als Gina
- 2006: Danny Roane: First Time Director, als Deidra Fennigan
- 2006: Puff, Puff, Pass, als Linda
- 2007: Cook Off!, als Van Rookle Farms huisvrouw
- 2007: Knocked Up, als vrouwelijke dokter
- 2007: Cougar Club, als Cindy Conrad
- 2007: Carts, als Hilda
- 2009: Flying By, als Kate
- 2011: Division III: Football's Finest, als Georgia Anne Whistler
- 2014: Break Point, als Barry's moeder
- 2015: Batman Unlimited: Animal Instincts, als Distinguished woman
- 2016: Dirty Grandpa, als officier Finch
- 2017: McDick, als Molten Lava
- 2022: My Babysitter the Super Hero, als Kate
- 2023: Red, White and Blue, als Margo
- 2024: Sis, als moeder

### Televisie
- 1998-2016: Mad TV, verschillende rollen
- 2000: The Geena Davis Show, als Tammy
- 2000: As Told by Ginger, als zuster
- 2000-2010: Family Guy, verschillende rollen
- 2001: Just Shoot Me!, als Robin
- 2001: Ally McBeal, als stewardess
- 2001: Primetime Glick, verschillende rollen
- 2001-2003: Invader Zim, als Zita en RoboMom
- 2003: Less Than Perfect, als Toni St. George
- 2004: Girlfriends, als Naisa Johnson
- 2004: The Fairly OddParents, als Ma Speevak
- 2004: Six Feet Under, als Nancy Freymire
- 2004: Fat Actress, als vrouwelijke gevangenisbewaker
- 2004-2005: Arrested Development, als Starla
- 2005: Joey, als Ms. Lafferty
- 2005: 7th Heaven, als Ellen
- 2005: Higglytown Heroes, als rechter
- 2005, 2017: Curb Your Enthusiasm, als zuster en Lisa Thompson
- 2005-2008: King of the Hill, als Ella, Melinda en Ms. Clark
- 2006-2007: Ned's SurvivalGids: Hoe houd ik de middelbare school vol?, als iTeacher
- 2007: Californication, als Victoria
- 2007: Frangela, als Dr. Judy Green
- 2008: Pushing Daisies, als zuster Larue
- 2008: Chocolate News, als Cindy Chamberlain
- 2008: According to Jim, als Emily
- 2008: David's Situation, als Celine
- 2009: The Goode Family, als Lucy
- 2009: Modern Family, als Denise
- 2009-2020: Parks and Recreation, als Joan Callamezzo
- 2010-2011: Men of a Certain Age, als Laura
- 2011: Love Bites, als zuster Sue
- 2011: Suburgatory, als Trish Shay
- 2011: Chuck, als kolonel Caroline Haim
- 2012: The Life & Times of Tim, als politieofficier
- 2012: Phineas en Ferb, verschillende rollen
- 2012: Ave 43, als Joy Maybower
- 2013: Pound Puppies, als Jen, Lenore en Pat
- 2014: The Greatest Even in Television History, als Ruth
- 2014: Sullivan & Son, als Lilly
- 2014-2015: Sheriff Callies Wilde Westen, verschillende rollen
- 2015: Other Space, als Helen Woolworth
- 2015: Pig Goat Banana Cricket, verschillende rollen
- 2015: Fresh Off the Boat, als Christa
- 2015-2021: F Is for Family, verschillende rollen
- 2016-2017: Lady Dynamite, als Susan
- 2017: Workaholics, als Bianca Toro
- 2017: Cassandra French's Finishing School, als Judi
- 2017: Downward Dog, als Kim
- 2017: Ghosted, als Monica Yates
- 2017, 2019: The Stinky & Dirty Show, als Tractor-Sue
- 2017-2022: Puppy Dog Pals, verschillende rollen
- 2018: American Dad!, als Darlene McKinnon
- 2018: Ghostwriter, als uitgeefster
- 2018: Please Understand Me, als Maureen
- 2018: Teachers, als Tanya
- 2018: Happy Together, als alarmsysteem
- 2018-2020: Dream Corp LLC, als patiënt 30
- 2018-2022: Fear the Walking Dead, als Sarah Rabinowitz
- 2020: Single Parents, als Lucy Cooper
- 2020: Lorraine, als Lorraine
- 2020-2021: Close Enough, als Jojo
- 2021: Pete the Cat, als moeder van Callie
- 2022: PAW Patrol, als Gasket (stemrol)
- 2023: Not Dead Yet, als Jane Marvel
- 2023: Grey's Anatomy, als moeder van Jessica
- 2024: Spidey and His Amazing Friends, als Poppy (stemrol)
- 2024: The Sex Lives of College Girls, als mevrouw Barnes
- 2025: Night Court, als Starla
- 2025: Lil Kev, als verschillende stemmen
- 2025: The Simpsons, als Jimbo Jones (stemrol)